# Círculo de Diré
Diré es una subdivisión administrativa (cercle o círculo) de la región de Tombuctú, en Malí. En abril de 2009 tenía una población censada de 109 661 habitantes y estaba formada por las siguientes comunas o municipios, que se muestran igualmente con población de abril de 2009:
- Arham 2,819
- Binga 5,115
- Bourem Sidi Amar 8,555
- Dangha 12,905
- Diré 20,337
- Garbakoïra 5,651
- Haibongo 14,257
- Kirchamba 4,120
- Kondi 3,051
- Sareyamou 16,946
- Tienkour 6,527
- Tindirma 6,477
- Tinguereguif 2,901[1]